# Kreis (Bayern)
Kreis war die bis 1935 verwendete Bezeichnung für die dritte politische Ebene Bayerns und ist nicht zu verwechseln mit dem Begriff Landkreis (in Bayern bis 1938 Bezirksamt). Die Kreise als Verwaltungseinheiten wurden 1808 im Rahmen einer grundlegenden Neuorganisation des Königreichs Bayern geschaffen. Deren Zahl und geografische Ausdehnung änderte sich in der Folgezeit mehrfach. Obwohl in der Verfassung des Freistaates Bayern von 1946 immer noch von Kreisen die Rede ist, wird heute ausschließlich die Bezeichnung Bezirke verwendet.